# Sokół (województwo mazowieckie)
Sokół – wieś sołecka  w Polsce, położona w województwie mazowieckim, w powiecie garwolińskim, w gminie Sobolew.
W latach 1975–1998 wieś położona była w województwie siedleckim.
We wsi Sokół od 1953 roku funkcjonuje jednostka Ochotniczej Straży Pożarnej
Wierni Kościoła rzymskokatolickiego należą do parafii Trójcy Świętej w Gończycach.

## Integralne części wsi
| SIMC    | Nazwa    | Rodzaj    |
| ------- | -------- | --------- |
| 0688545 | Drobina  | część wsi |
| 0688551 | Emerytka | część wsi |
| 0688568 | Poręby   | część wsi |
| 0688574 | Ustronie | część wsi |

## Gospodarka
We wsi Sokół działa firma „Przedsiębiorstwo Produkcyjno-Handlowe SOGAR Z.W. Wiśniccy S.J. – Garbarnia”

## Transport
W odległości 5 km od wsi w miejscowości Gończyce przebiega droga krajowa nr 17 Warszawa-Garwolin-Gończyce-Lublin-Zamość-Hrebenne,
Przez Sokół przebiega droga wojewódzka nr 807 Łuków-Gończyce-Sokół-Maciejowice.
W odległości 5 km od wsi przebiega linia kolejowa nr 7 Warszawa-Lublin-Dorohusk; stacja Sobolew znajduje się we wsi Sobolew.
W Garwolinie działa przedsiębiorstwo PKS Garwolin, które zapewnia połączenia do Warszawy, Otwocka, Łaskarzewa, Ryk, Siedlec, Żelechowa, Łukowa, Maciejowic i innych miast. Istnieją też przewoźnicy prywatni, którzy zapewniają połączenia do Warszawy, Lublina, Siedlec i Stoczka Łukowskiego.

## Edukacja
- Publiczna Szkoła Podstawowa w Sokole.